# مریخ حمله می‌کند!
مریخ حمله می‌کند! (به انگلیسی: Mars Attacks!) فیلمی کمدی و علمی-تخیلی به کارگردانی تیم برتون است که در سال ۱۹۹۶ ساخته شد. جک نیکلسون، پیرس برازنان، مایکل جی فاکس، سارا جسیکا پارکر، ناتالی پورتمن، لوکاس هاس، گلن کلوز، مارتین شورت، راد استیگر، کریستینا اپل‌گیت، جک بلک و لیزا ماری بازیگران این فیلم هستند. این فیلم در جهان ۱۰۱ میلیون دلار فروش کرد.